# Kopilje
Kopilje (cyr. Копиље) – wieś w Czarnogórze, w gminie Podgorica. W 2011 roku liczyła 22 mieszkańców.